# 大蒙拉
大蒙拉（德語：Großmonra，發音：[ˈɡʁoːsˌmɔnʁa]）是德国图林根州瑟默达县曾经的一个市镇，面积38.92平方千米，2010人口为947人。2012年12月31日，大蒙拉并入市镇克勒达。